# Крипак, Максим Сергеевич
Максим Сергеевич Крипак (укр. Максим Сергійович Крипак; род. 23 мая 1995, Харьков, Украина) — украинский парапловец. Герой Украины (2021). Участник летних Паралимпийских игр 2016 года и 2020 года, на которых суммарно завоевал 10 золотых, 4 серебряных и 1 бронзовую медали. Также принимал участие в паралимпийских чемпионате мира 2019 года (завоевал 5 золотых и 1 серебряную медали) и чемпионатах Европы 2018 и 2020 года (завоевал 10 золотых и 4 серебряных медалей). Заслуженный мастер спорта Украины. По результатам Паралимпиады 2020 года был признан самым титулованным спортсменом этих соревнований.

## Награды
- Герой Украины с вручением ордена Державы (2021)[2]
- Орден «За заслуги» III степени (2016)[3]
- Почётный гражданин Харькова (2024)[4]
- Почётный гражданин Харьковской области (2016)[5]